# Piana
 Piana  là một xã của tỉnh Corse-du-Sud, thuộc vùng Corse, trên đảo Corse ở Pháp.
Tại đây có Vũng đá Piana là di sản thế giới.